# 71

## Події
- Консули Риму: Веспасіан та Нерва.
- Намісник у Британії — Квінт Петіллій Церіал. Початок другої війни у Британії. Придушення повстання бригантів. Будівництво римської фортеці у Йорку для розташування IX Іспанського легіону.
- Римським легіоном X «Фретензіс» зруйновано фортецю Іродіон
- Тріумф у Римі Веспасіана і Тита
- Наказ Веспасіана виставити на продаж всю землю у Юдеї та заснування колонії ветеранів Еммаус Нікополіс[1].